# Setta Cohn-Richter
Setta Cohn-Richter (bürgerlicher Name: Rosette Erna Cohn, geb. Richter, * 28. September 1891 in Berlin; † 1943 in Auschwitz) war eine jüdische deutsche Kinderbuchautorin, die Opfer des Holocaust wurde.

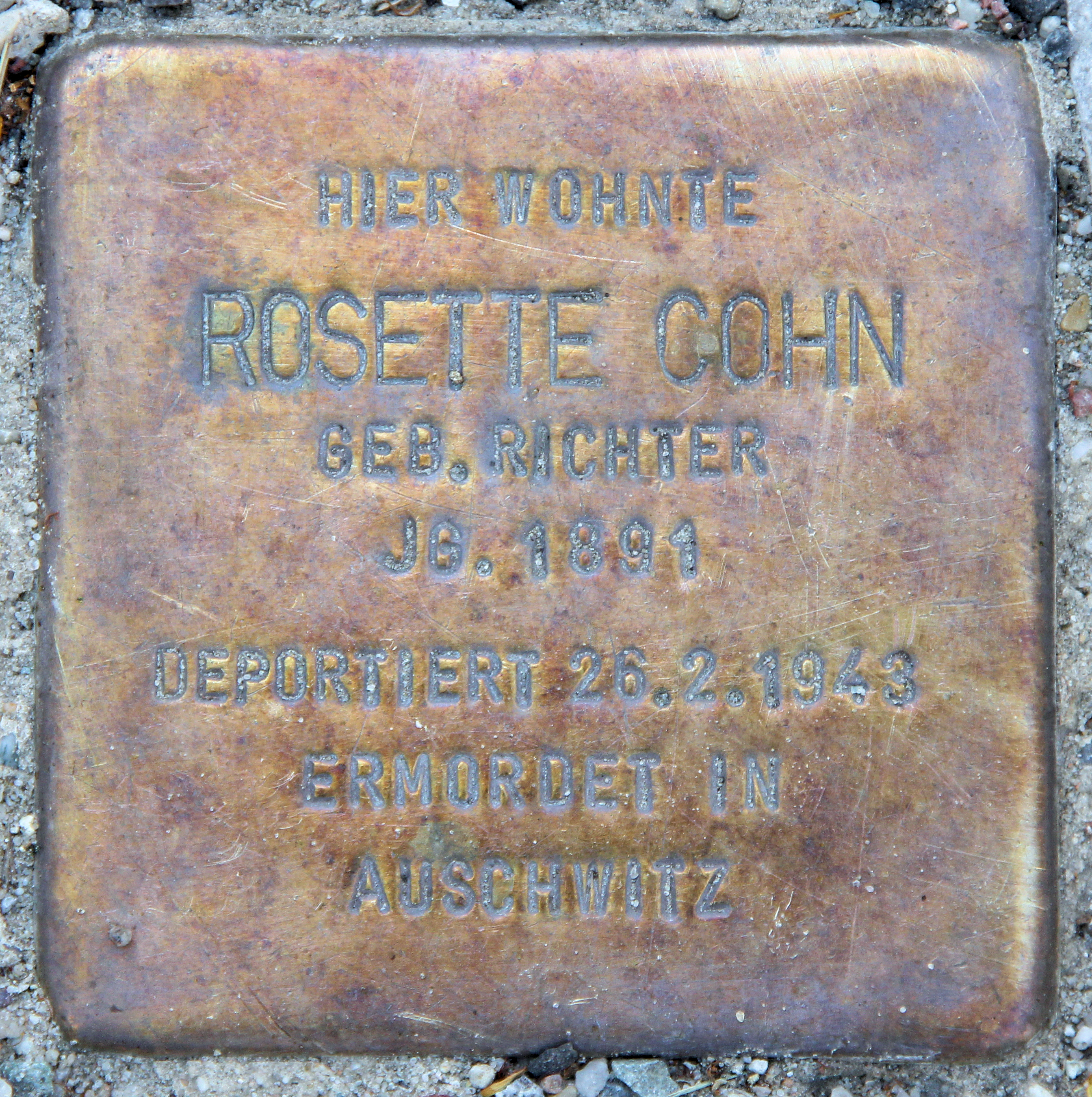
Stolperstein für Cohn-Richter vor dem Haus Heiligenberger Straße 5 in Berlin-Karlshorst

## Leben
Rosette Cohn schrieb bereits als junges Mädchen Gedichte, von denen eines 1911 in einer Zeitschrift veröffentlicht wurde. 1918 heiratete sie den Kaufmann Alfred Cohn (* 1885) und wohnte mit ihm in Berlin-Karlshorst. Das Paar hatte eine Adoptivtochter, Gerda Cohn (* 1926). Unter dem Namen Setta Cohn-Richter veröffentlichte sie in den 1930er Jahren zwei Kinderbücher sowie eine Geschichte für das Kinderblatt der CV-Zeitung. Im Februar 1943 wurde die Familie ins Konzentrationslager Auschwitz deportiert und dort ermordet.

## Werke
- Mirjams Wundergarten. Ein Buch für jüdische Kinder. Illustriert von Joseph Avrach. Berlin: Verlag Erwin Löwe 1935. (Digitalisat des Jüdischen Museums Berlin)
- Der Zauberfederhalter. Mit Zeichnungen von Heinz Wallenberg. Berlin: Levy Verlag 1938. (Digitalisat des Jüdischen Museums Berlin)
- Gerdas Geheimnis. In: Die Wunschkiste. Die schönsten Geschichten, Spiele und Rätsel aus dem Kinderblatt der C.-V.-Zeitung. Berlin: Philo-Verlag 1936. (mit einer Illustration von Dodo) (Digitalisat des Jüdischen Museums Berlin)
- Wie taubstumme Kinder lernen. In: Jüdisches Gemeindeblatt 25/1938, S. 11. (Digitalisat der DNB)